# العرب المسافرون
العرب المسافرون هو موقع ومجتمع سياحي أُسس عام 2003 وكان عبارة عن منتدى نقاشي يتم طرح معلومات سياحيه وتجارب السياح حول العالم مزوده بالصور وقد كان الموقع من أهم المواقع العربية السياحية التي يح صل منها السائح العربي على المعلومات في ذلك الوقت. حصل الموقع على تكريم من القنصلية التركية بالمملكة العربية السعودية

## إنشاء الموقع
أُنشئ الموقع من قبل عبد العزيز ال شاكر في عام 2003 وكان الموقع من أوائل المواقع التي تطرح موضوعات سياحية باللغة العربية للسائح العربي كون المحتوى العربي ضعيف في ذلك الوقت.

## إغلاق الموقع وإعادة إطلاقه
قامت ياهو بالاستحواذ على الموقع عام 2009 وكان على منصة مكتوب العربية التابعة لياهو حتى تم اغلاق هذه المنصة عام 2014 ليغلق الموقع معها وقد وصف هذا الإلاق بأنه ضربة للمحتوى العربي وقد تم إعادة إطلاق الموقع من جديد عام 2016.